# Drift (álbum)
Drift es el tercer álbum de estudio de la banda estadounidense de metalcore Erra. Fue lanzado el 8 de abril de 2016 a través de Sumerian Records y fue producido por Nick Sampson. Es el primer álbum de la banda con el ex-vocalista de Texas in July, J.T. Cavey.

## Lista de canciones
| N.º | Título          | Duración |  |
| 1.  | «Luminesce»     | 3:23     |  |
| 2.  | «Irreversible»  | 4:23     |  |
| 3.  | «Skyline»       | 4:43     |  |
| 4.  | «Hourglass»     | 3:54     |  |
| 5.  | «Orchid»        | 4:22     |  |
| 6.  | «Drift»         | 4:33     |  |
| 7.  | «Sleeper»       | 3:18     |  |
| 8.  | «Continuum»     | 4:15     |  |
| 9.  | «Safehaven»     | 6:22     |  |
| 10. | «The Hypnotist» | 5:55     |  |

## Posicionamiento en lista
| Lista (2016)          | Posición |
| --------------------- | -------- |
| Billboard 200         | 101      |
| US Heatseekers Albums | 1        |
| US Hard Rock Albums   | 3        |
| US Top Rock Albums    | 12       |

## Personal
Erra
- J.T. Cavey - voz gutural
- Jesse Cash – guitarra, bajo, voz limpia
- Sean Price - guitarra, bajo
- Alex Ballew - batería